# Krept & Konan
Krept & Konan sind ein britisches Hip-Hop-Duo aus Croydon im Süden von London.

## Bandgeschichte
Casyo Johnson und Karl Wilson, Sohn des jamaikanischen Sängers Delroy Wilson, schlossen sich 2009 unter dem Namen Krept & Konan zusammen. Zuerst veröffentlichten sie Songs im Internet und mehrere Mixtapes im Eigenverlag. Das zweite Tape Tsunami machte sie in der Szene bekannt, mit dem Video Otis, einer Coverversion des Hits von Jay-Z und Kanye West, erreichten sie sechsstellige Abrufzahlen bei YouTube. Als Wilsons Stiefvater bei einem bewaffneten Überfall auf sein Haus getötet und seine Mutter verletzt wurde, schrieben sie darüber das Stück My Story, das fast fünf Millionen Mal gesehen wurde.
Skepta verhalf ihnen daraufhin zu ihrem ersten Auftritt in seinem Vorprogramm und Wretch 32 und Professor Green unterstützten sie ebenfalls. Als 2013 das dritte Mixtape Young Kingz erschien, schaffte es den Sprung unter die Top 20 der UK-Albumcharts. Im selben Jahr erhielten sie bei den MOBO Awards die Auszeichnung für die Newcomer des Jahres. Erst danach schlossen sie einen Labelvertrag mit Def Jam ab und begannen mit den Arbeiten an ihrem ersten richtigen Album. Vorab erschien die Single Freak of the Week mit Unterstützung von US-Sänger Jeremih und brachte ihnen einen Top-10-Hit. Dann folgte das Album The Long Way Home, das auf Platz 2 der Charts einstieg. Neben Jeremih waren darauf unter anderem auch Ed Sheeran, Emeli Sandé und Wiz Khalifa als Gäste vertreten. Sie bekamen den MOBO Award für das Album des Jahres und wurden, wie schon 2014, als bester Hip-Hop-Act ausgezeichnet.

## Mitglieder
- Casio „Krept“ Johnson
- Karl „Konan“ Wilson

## Diskografie

### Alben
| Jahr | Titel             | Höchstplatzierung, Gesamtwochen, AuszeichnungChartsChartplatzierungen (Jahr, Titel, Platzierungen, Wochen, Auszeichnungen, Anmerkungen) | Anmerkungen                                                 |
| Jahr | Titel             | UK | Anmerkungen                                                 |
| ---- | ----------------- | --- | ----------------------------------------------------------- |
| 2015 | The Long Way Home | UK2 Silber · (7 Wo.)UK | Erstveröffentlichung: 13. April 2015 MOBO Award: Best Album |
| 2019 | Revenge Is Sweet  | UK5 Silber · (5 Wo.)UK | Erstveröffentlichung: 1. November 2019                      |

### Mixtapes
| Jahr | Titel          | Höchstplatzierung, Gesamtwochen, AuszeichnungChartsChartplatzierungen (Jahr, Titel, Platzierungen, Wochen, Auszeichnungen, Anmerkungen) | Anmerkungen                             |
| Jahr | Titel          | UK | Anmerkungen                             |
| ---- | -------------- | --- | --------------------------------------- |
| 2013 | Young Kingz    | UK19 (2 Wo.)UK | Erstveröffentlichung: 2. September 2013 |
| 2013 | 7 Days         | UK6 Gold · (7 Wo.)UK | Erstveröffentlichung: 20. Oktober 2017  |
| 2013 | 7 Nights       | UK8 (3 Wo.)UK | Erstveröffentlichung: 20. Oktober 2017  |
| 2025 | Young Kingz II | UK86 (1 Wo.)UK | Erstveröffentlichung: 7. Februar 2025   |

Weitere Mixtapes
- 2009: Red Rum
- 2010: Tsunami

### Singles
| Jahr | Titel Album                         | Höchstplatzierung, Gesamtwochen, AuszeichnungChartsChartplatzierungen (Jahr, Titel, Album, Platzierungen, Wochen, Auszeichnungen, Anmerkungen) | Anmerkungen                                                         |
| Jahr | Titel Album                         | UK | Anmerkungen                                                         |
| --- | ----------------------------------- | --- | ------------------------------------------------------------------- |
| 2015 | Freak of the Week The Long Way Home | UK9 Platin · (21 Wo.)UK | Erstveröffentlichung: 26. Juni 2015 feat. Jeremih                   |
| 2017 | Wo Wo Wo 7 Days                     | UK44 Silber · (9 Wo.)UK | Erstveröffentlichung: 29. September 2017                            |
| 2017 | For Me 7 Nights                     | UK58 Silber · (4 Wo.)UK | Erstveröffentlichung: 29. September 2017                            |
| 2018 | Crepes and Cones (Ya Dun Know) –    | UK96 (1 Wo.)UK | Erstveröffentlichung: 11. Mai 2018 feat. MoStack                    |
| 2018 | Pour Me Another One –               | UK73 Gold · (2 Wo.)UK | Erstveröffentlichung: 19. Oktober 2018 feat. Tabitha                |
| 2019 | Ban Drill –                         | UK73 (1 Wo.)UK | Erstveröffentlichung: 13. Juni 2019                                 |
| 2019 | I Spy Revenge Is Sweet              | UK18 Gold · (10 Wo.)UK | Erstveröffentlichung: 11. Juli 2019 feat. Headie One & K-Trap       |
| 2019 | G Love Revenge Is Sweet             | UK28 Gold · (7 Wo.)UK | Erstveröffentlichung: 18. Oktober 2019 mit Wizkid                   |
| 2021 | Olé (We Are England) –              | UK51 (2 Wo.)UK | Erstveröffentlichung: 25. Juni 2021 mit S1lva, M1llionz & Morrisson |
| 2023 | Dat Way –                           | UK80 (2 Wo.)UK | Erstveröffentlichung: 19. Januar 2023 feat. Abra Cadabra            |
| Folgende Lieder erschienen nicht als Single, wurden aber durch das Album zum Download und Streaming bereitgestellt und konnten somit eine Platzierung erlangen: |                                     | |                                                                     |
| |                                     | |                                                                     |
| 2015 | Dreams The Long Way Home            | UK88 (1 Wo.)UK | feat. Ed Sheeran                                                    |
| 2017 | Ask Flipz 7 Days                    | UK30 Silber · (6 Wo.)UK | feat. Stormzy                                                       |
| 2019 | Tell Me Revenge Is Sweet            | UK23 Silber · (5 Wo.)UK | mit D-Block Europe & Ling Hussle                                    |
| 2019 | First Time Revenge Is Sweet         | UK63 (2 Wo.)UK | mit Spice feat. Tory Lanez                                          |

Weitere Singles
- 2011: Otis
- 2012: Devils Playground
- 2013: My Story
- 2014: Don’t Waste My Time (UK: Silber)
- 2015: The Long Way Home (feat. Derrick Morgan)
- 2016: Dunya
- 2017: Last Night In La (UK: Silber)

### Gastbeiträge
| Jahr | Titel Album        | Höchstplatzierung, Gesamtwochen, AuszeichnungChartsChartplatzierungen (Jahr, Titel, Album, Platzierungen, Wochen, Auszeichnungen, Anmerkungen) | Anmerkungen                                                                                                |
| Jahr | Titel Album        | UK | Anmerkungen                                                                                                |
| ---- | ------------------ | --- | --- |
| 2018 | Chop My Money –    | UK64 Silber · (10 Wo.)UK | Erstveröffentlichung: 23. August 2018 Ill Blu feat. Krept & Konan, Loski & ZieZie                          |
| 2018 | Airforce (Remix) – | UK20 Gold · (8 Wo.)UK | Erstveröffentlichung: 23. November 2018 DigDat feat. Krept & Konan (Platzierung inkl. Original mit K-Trap) |
| 2022 | Pisces –           | UK78 (1 Wo.)UK | Erstveröffentlichung: 30. September 2022 Russ Millions feat. Krept & Konan                                 |

Weitere Gastbeiträge
- 2014: Sweet Thing (Rockizm feat. Ny & Krept & Konan)
- 2013: They Got It Wrong (Remix) (Lethal Bizzle feat. Krept and Konan, Kano, Squeeks & Wiley)
- 2014: Dance on My Own(M.O feat. Krept & Konan)
- 2015: Robbery (Remix) (Abra Cadabra feat. Krept & Konan, MOBO Award: Best Song)
- 2019: Right Now (The Vamps feat. Krept & Konan)